# Phare de Gellen
Le phare de Gellen (en allemand : Leuchtturm Gellen) est un phare actif situé sur la péninsule de Gellen (de), au sud de l'île d'Hiddensee dans l'Arrondissement de Poméranie-Occidentale-Rügen (Mecklembourg-Poméranie-Occidentale), en Allemagne.
Il est géré par la WSV de Stralsund .

## Histoire
Déjà au début du 14e siècle, un phare était présent sur Hiddensee. Il se tenait près du phare actuel et les fondations du bâtiment de quatre mètres sur quatre sont encore visibles à marée basse. La lampe était directement fixée sur la chapelle et était entretenue par des moines. En 1608 encore, la lumière était présente sur une carte marine.
En 1880, une marque de jour a été érigée à la pointe sud de l’île, qui a été remplacée par une balise peu de temps après. Elle se trouvait sur l'Église Sainte-Marie de Stralsund et marquait l'entrée du chenal de Gellen. Avec l’augmentation du trafic maritime sur la mer Baltique, les balises de jour n'étaient plus suffisantes et une lumière de nuit devenait nécessaire pour le trafic maritime de nuit et aussi pour es pêcheurs. Donc, en 1894, un feu directionnel provisoire a été mis en place mais les pêcheurs avaient du mal avec leurs voiliers à tenir le bon cap.
À la fin de 1898, la construction d'un véritable phare a été annoncé. Le département de construction et du génie hydraulique du ministère prussien des travaux publics élabora en 1905 un programme visant à mieux éclairer les eaux à l'ouest de l'île de Rügen. Le projet le plus important était la construction d'un phare sur l'île d'Hiddensee au sud du village de Neuendorf. Le projet a été accepté et la société Julius Pintsch de Berlin et Fürstenwalde a démarré le chantier le 12 octobre 1905.
Le phare de Gellen , construit à partir de 1905, a été mis en service le 15 septembre 1907 sur la pointe sud de l'île d'Hiddensee, au nord-ouest de l'île de Rügen, pour guider la navigation dans le chenal de Gellen menant aux ports de Stralsund et Strelasund. Son feu était, à l'origine, alimenté par une lampe à gaz à manchon à incandescence. En 1936, il a été converti à l'électricité. Au cours des derniers jours de la seconde guerre mondiale, le phare de Gellen fut lourdement endommagé. Après un inventaire en décembre 1945, l'intérieur de la lanterne se trouvait complètement inutilisable. Ce n'est qu'en août 1947 qu'une balise provisoire fut mise en service. En juillet 1949, une nouvelle lentille de Fresnel, fabriquée pendant la guerre, fut mise en service. En 1985, la base de la tour a été rénovée et peinte. Une restauration complète fut effectuée en septembre 1992 par le service des phares de Stralsund.
Il se trouve dans le Parc national du lagon de Poméranie occidentale.

## Description
Le phare , est une tour cylindrique en fonte montée sur une base en pierre de 12 m de haut, avec une galerie et une lanterne. La tour est peinte en blanc et la galerie et la lanterne sont rouges avec un toit noir. Son feu à occultations émet, à une hauteur focale de 10 m, deux éclats blancs, rouges et verts d'une seconde, selon divers secteurs, par période de 10 secondes. Sa portée est de 15 milles nautiques (environ 28 km) pour le feu blanc, 11 milles nautiques (environ 20.5 km) pour le rouge et 10 milles nautiques (environ 18.5 km) pour le feu vert.

Identifiant : ARLHS : FED-088 - Amirauté : C2586 - NGA : 5868 .

## Caractéristiques dufeu maritime
Fréquence : 10 secondes (WRG)
- Lumière : 1 seconde
- Obscurité : 2 secondes
- Lumière : 1 seconde
- Obscurité : 6 secondes

|                 |
| Île d'Hiddensee |

|          |
| Le phare |

|        |
| Détail |

### Lien connexe
- Liste des phares en Allemagne